# Xã Sergeant, Quận McKean, Pennsylvania
Xã Sergeant (tiếng Anh: Sergeant Township) là một xã thuộc quận McKean, tiểu bang Pennsylvania, Hoa Kỳ. Năm 2010, dân số của xã này là 141 người.